# 독일 황립해군
황립해군(皇立海軍, 독일어: Kaiserliche Marine 카이저리헤 마리네[*])은 독일 제국의 해군으로, 1871년부터 1919년까지 존재했다. 주로 해안 방어를 담당했던 소규모 프로이센 해군(1867년부터 북독일 연방 해군)에서 발전했다. 빌헬름 2세 황제가 해군을 대폭 확장했으며, 주요 인물은 알프레트 폰 티르피츠 제독이었다. 그는 미국 전략가 앨프리드 세이어 머핸의 제해권 이론을 채택하면서 해군의 규모와 질을 크게 향상시켰다. 그 결과 영국-독일 해군력 경쟁이 벌어졌고, 독일 해군은 영국 왕립 해군에 이어 세계에서 두 번째로 거대한 해상 세력으로 성장했다.
독일의 수상 함대는 제1차 세계 대전 중 비효율적인 것으로 드러났다. 유일한 주요 교전인 유틀란트 해전은 무승부였으나, 이로 인해 전쟁 기간 동안 수상 함대는 거의 항구에 머물렀다. U보트 함대는 크게 확장되어 U보트 캠페인 중 영국 보급 시스템을 위협했다. 콩피에뉴 휴전 협정 (1918년)의 일부로, 황립해군의 주요 함선들은 연합국 (제1차 세계 대전)에 넘겨지라는 명령을 받았으나, 대신 승무원들에 의해 자침되었다. 황립해군의 모든 함선은 '황제 폐하의 배(Seiner Majestät Schiff)'를 의미하는 SMS 접두사를 사용했다.

## 업적
황립해군은 몇 가지 중요한 작전적 업적을 달성했다. 코로넬 해전에서는 100년 이상 만에 영국 왕립 해군에 첫 주요 패배를 안겼으나, 독일 함대는 이후 포클랜드 해전에서 패배하여 단 한 척의 함선만 파괴를 면했다. 해군은 또한 유틀란트 해전에서 더 많은 함선을 파괴하고 더 적은 손실을 입었지만, 이 두 교전의 전략적 가치는 미미했다.
황립해군은 전쟁 시기에 잠수함을 대규모로 성공적으로 운용했던 최초의 해군으로, 제1차 세계 대전 종전까지 375척의 잠수함이 취역했으며, 체펠린 비행선도 운용했다. 비록 영국 왕립 해군의 함선 수를 따라잡지는 못했지만, 대전 기간 동안 더 나은 포탄과 추진제를 사용하는 등 기술적 우위를 가졌다. 이로 인해 수상 공격으로 인한 치명적인 탄약고 폭발로 함선을 잃은 적은 없었으나, 노후된 전노급함 SMS 포메른은 유틀란트에서 수중 공격으로 인한 탄약고 폭발로 빠르게 침몰했다.

## 역사

### 빌헬름 1세 황제 재임기

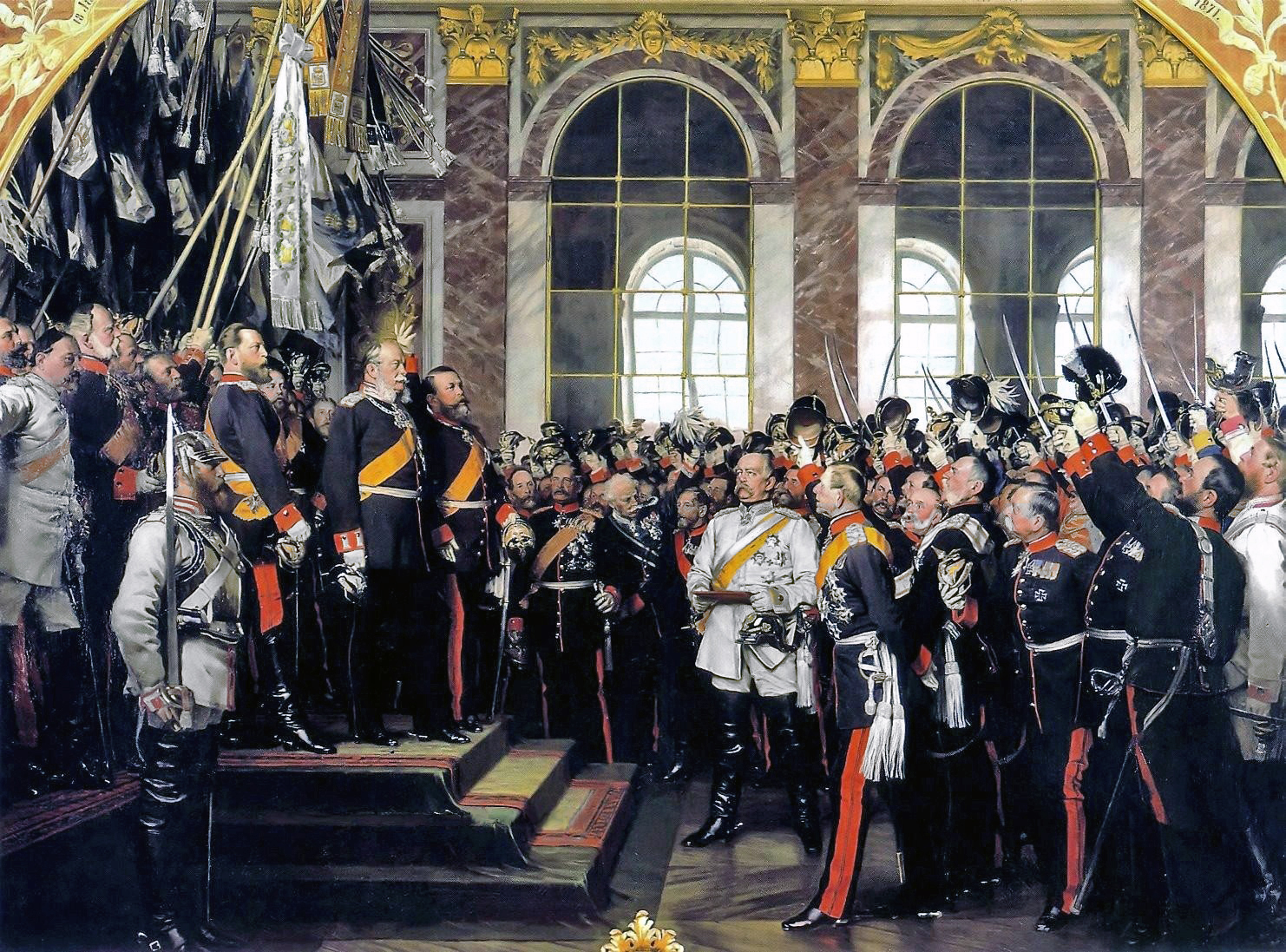
빌헬름 1세 (독일 황제)의 독일 황제 즉위 선포 (1871년 베르사유, 프랑스)

프로이센의 주도하에 이루어진 독일의 통일은 1871년 황립해군 창설의 결정적인 계기가 되었다. 새로 즉위한 빌헬름 1세 (독일 황제)는 프로이센 왕국의 국왕으로서 신생 제국의 가장 강력한 구성 국가의 수장이었다. 해군은 통일 이전 독일의 전신 조직인 북독일 연방이 운용하던 것과 동일하게 유지되었고, 북독일 연방 자체는 1867년에 프로이센 왕국의 해군을 계승했다. 신생 제국 헌법 제53조는 해군을 독립적인 조직으로 인정했지만, 1888년까지는 육군 장교들이 지휘했으며 초기에는 프로이센 육군과 동일한 규정을 채택했다. 최고 지휘권은 황제에게 있었으나, 초대 사령관은 보병대장 알브레히트 폰 슈토슈였다. 발트해의 킬과 북해의 빌헬름스하펜은 해군의 주요 해군 기지로 기능했다. 기존 해군부는 1872년 2월 1일 황립제독부가 되었고, 슈토슈는 1875년에 공식적으로 제독이 되었다. 초기 신생 황립해군의 주 임무는 해안 보호였으며, 프랑스와 러시아가 독일의 가장 유력한 미래 적국으로 간주되었다. 황립해군의 임무는 잠재적 침공군이 상륙하는 것을 막고 해안 도시를 가능한 폭격으로부터 보호하는 것이었다.
1872년 3월에는 장교 훈련을 위한 독일 황립 해군사관학교가 킬에 설립되었고, 5월에는 '기계 공병대'가, 1873년 2월에는 '의무대'가 창설되었다. 1879년 7월에는 어뢰와 기뢰를 다루는 별도의 '어뢰 공병대'가 창설되었다.
1872년 5월, 함대 현대화를 위한 10개년 건조 계획이 수립되었다. 이 계획은 프리깃 8척, 코르벳 6척, 경코르벳 20척, 모니터함 7척, 부유식 포대 2척, 통보함 6척, 포함 18척, 어뢰정 28척을 건조하는 것을 목표로 했으며, 총 2억 2천만 금 마르크의 비용이 예상되었다. 건조 계획은 자금 할당을 통제하는 제국의회의 승인을 받아야 했지만, 자금의 4분의 1은 프랑스의 전쟁 배상금에서 충당되었다.
1883년에 슈토슈는 또 다른 장군인 레오 폰 카프리비 백작으로 교체되었다. 이때 해군은 장갑 프리깃 7척과 장갑 코르벳 4척, 장교 400명, 사병 5,000명을 보유하고 있었다. 해안 방어 목표는 크게 변하지 않았지만, 어뢰 개발에 새로운 중점이 두어졌는데, 이는 비교적 작은 함선이 훨씬 큰 함선을 성공적으로 공격할 가능성을 제공했기 때문이다. 1887년 10월에는 빌헬름스하펜에 첫 어뢰사단이 창설되었고, 킬에 두 번째 어뢰사단이 배치되었다. 1887년에 카프리비는 장갑 프리깃 10척의 건조를 요청했다.
이 시기에는 어떤 전쟁에서도 더 중요할 것으로 예상되는 육군 개발에 더 큰 중요성이 부여되었다. 그러나 킬 운하는 1887년 6월에 착공되었는데, 이는 북해와 발트해를 유틀란트 반도를 통해 연결하여 독일 함선들이 다른 나라가 통제하는 수역을 피하고 두 바다 사이를 이동할 수 있게 했다. 이는 상선들의 항해 시간을 단축시켰지만, 특히 독일 해군에게 중요한 두 지역을 1억 5천만 마르크의 비용으로 연결했다.
이후에는 독일 해상 무역로 보호가 중요해졌다. 이는 곧 일부 해외 보급 기지, 즉 해외 기지(Auswärtige Stationen)의 설치로 이어졌고, 1880년대에는 황립해군이 아프리카, 아시아, 오세아니아에 독일 식민지와 보호령을 확보하는 데 중요한 역할을 했다.

### 빌헬름 2세 황제 재임기

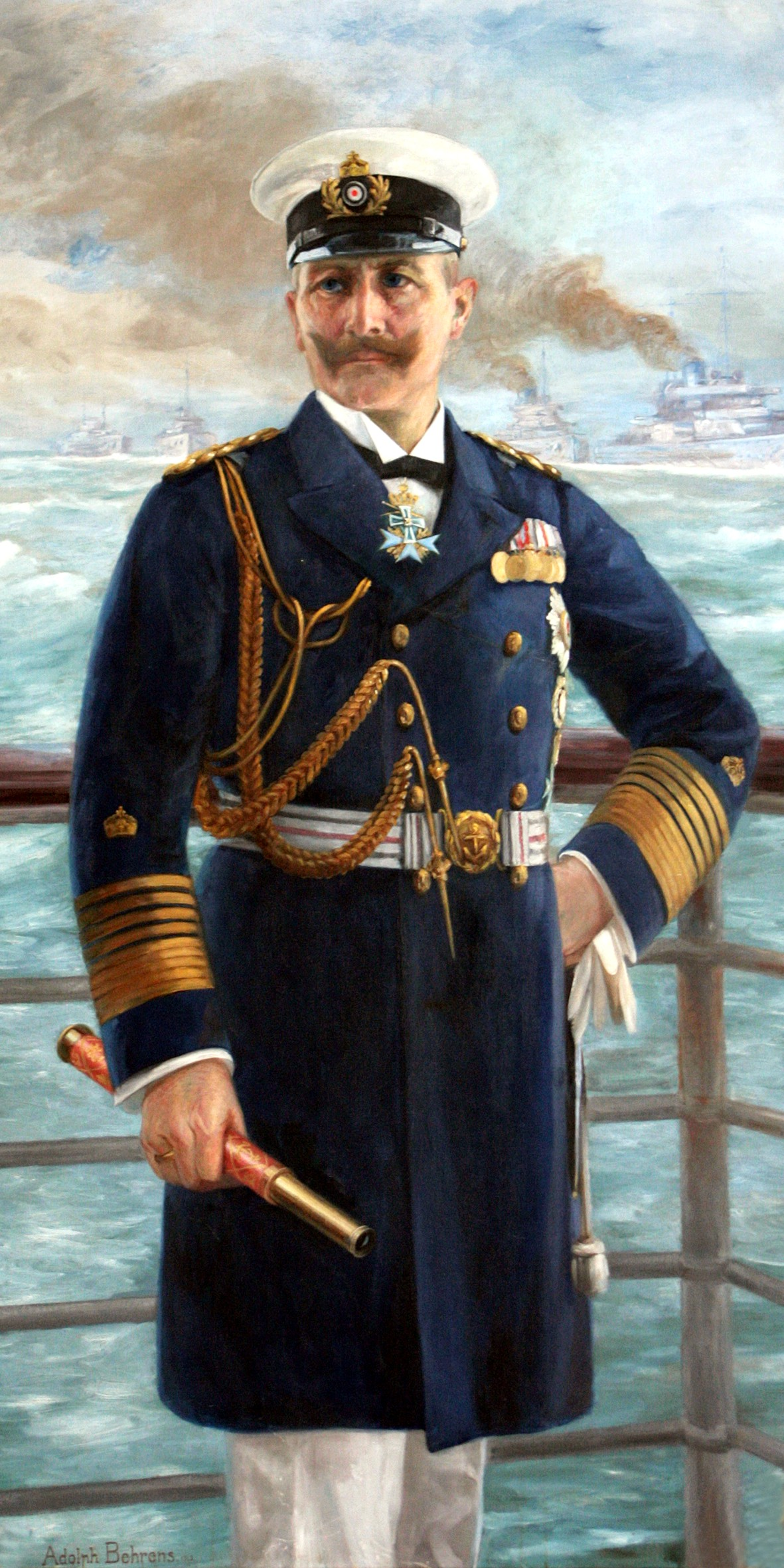
1913년 독일 해군 제독복을 입은 빌헬름 2세

1888년 6월, 99일 동안만 통치한 프리드리히 3세 (독일 황제)의 사망 후 빌헬름 2세가 황제가 되었다. 그는 할아버지 빌헬름 1세가 육군에 했던 일을 해군에도 하겠다는 의도로 통치를 시작했다. 대영 제국과 프랑스 식민제국에 필적하는 해양 제국 건설은 독일을 진정한 강대국으로 만들기 위한 야망이 되었다. 빌헬름은 독일 해군의 대제독이 되었을 뿐만 아니라 영국, 러시아, 스웨덴, 덴마크, 노르웨이, 오스트리아-헝가리, 그리스 해군의 명예 제독 칭호도 받았다. 한번은 그는 영국 대사를 맞이하기 위해 영국 제독의 제복을 입기도 했다. 이 시기에 황립해군은 장교 534명과 병사 15,480명을 보유하고 있었다.
해군력 확장의 개념은 필연적으로 다른 군대의 확장을 저해하는 대가로 이루어졌기 때문에, 1888년부터 1914년까지 독일군의 연속적인 세 명의 수장인 알프레트 폰 발더제, 알프레트 폰 슐리펜, 헬무트 요하네스 루트비히 폰 몰트케에게 반대되었다. 황제의 의도가 널리 알려졌다면 더 광범위하게 반대되었을 것이다. 대신, 그는 해군을 점진적으로 확장하는 계획을 진행하며 단계별 확장을 정당화했다.
1888년 7월, 빌헬름 2세는 알렉산더 폰 몬츠(Alexander von Monts) 부제독을 해군 본부장으로 임명했다. 몬츠는 브란덴부르크급 전함의 설계를 감독했으며, 1894년까지 4척이 건조되었는데 각 함선의 건조 비용은 1600만 마르크, 배수량은 10,000톤이었다.
1889년 빌헬름 2세는 기존에 육군과 해군 모두에 동일한 역할을 하던 독일 황립 군사내각에 상응하는 독일 황립 해군 내각 (Marine-Kabinett)을 신설하여 해군 고위 지휘 체계를 재편성했다. 해군 내각의 수장은 진급, 임명, 행정, 해군 부대에 대한 명령 발령을 책임졌다. 구스타프 폰 젠덴-비브란 대위가 초대 수장으로 임명되어 1906년까지 재직했으며, 이후 오랫동안 재직한 게오르크 알렉산더 폰 뮐러 제독으로 교체되었다. 기존의 황립제독부는 폐지되고 그 책임은 두 조직으로 분할되었다. 육군 최고 사령관에 해당하는 새로운 직위인 독일 황립 해군 최고 사령부 참모장이 신설되어 함선 배치, 전략 및 전술을 담당하게 되었다. 막스 폰 데어 골츠 부제독은 1889년에 임명되어 1895년까지 재직했다. 함선 건조 및 유지보수, 물자 조달은 수상에게 책임지고 제국의회에 해군 문제를 자문하는 국가해군청의 국가비서가 담당했다. 초대 임명자는 카를 에두아르트 호이스너 소장이며, 곧 1890년부터 1897년까지 프리드리히 폰 홀만 소장이 뒤를 이었다. 이 세 부서의 수장은 각각 빌헬름 2세에게 별도로 보고했다.
1895년, 1902년까지 완공된 5척의 카이저 프리드리히 3세급 전함 건조 자금이 승인되었다. 이 함선들은 당시로서는 혁신적이었는데, 복잡한 방수 구획 시스템을 도입하고 폭발 흡수를 돕기 위해 석탄을 함선 측면에 저장했다. 그러나 이 함선들은 점점 더 커지는 주포 구경의 추세에 역행하여 브란덴부르크급보다 작은 구경의 포를 가졌지만, 속사 설계와 더 강력한 보조 무장을 갖추었다. 각 함선의 비용은 2100만 마르크로 증가했으며, 크기도 11,500톤으로 커졌다.
1892년 독일은 3개의 프로펠러를 장착한 최초의 해군 함선인 SMS 카이저린 아우구스타 방호순양함을 진수했다. 이 함선 이후 5척의 빅토리아 루이제급 순양함 방호순양함이 건조되었는데, 이는 독일이 건조한 마지막 '방호' 순양함급이었다. 1898년에서 1900년 사이에 완공된 이 함선들은 갑판 장갑만 있었고 측면 장갑은 없었으며 해외 임무를 위해 고안되었다. 자금 부족으로 인해 장거리 임무에 특화된 여러 순양함 설계나 함대 임무를 위해 더 강력한 장갑을 갖춘 순양함을 만들 수 없었다. 1896년에 건조가 시작되어 1900년에 취역한 장갑순양함 설계인 SMS 퓌르스트 비스마르크에 대한 작업이 시작되었다.

### 티르피츠와 해군 법안

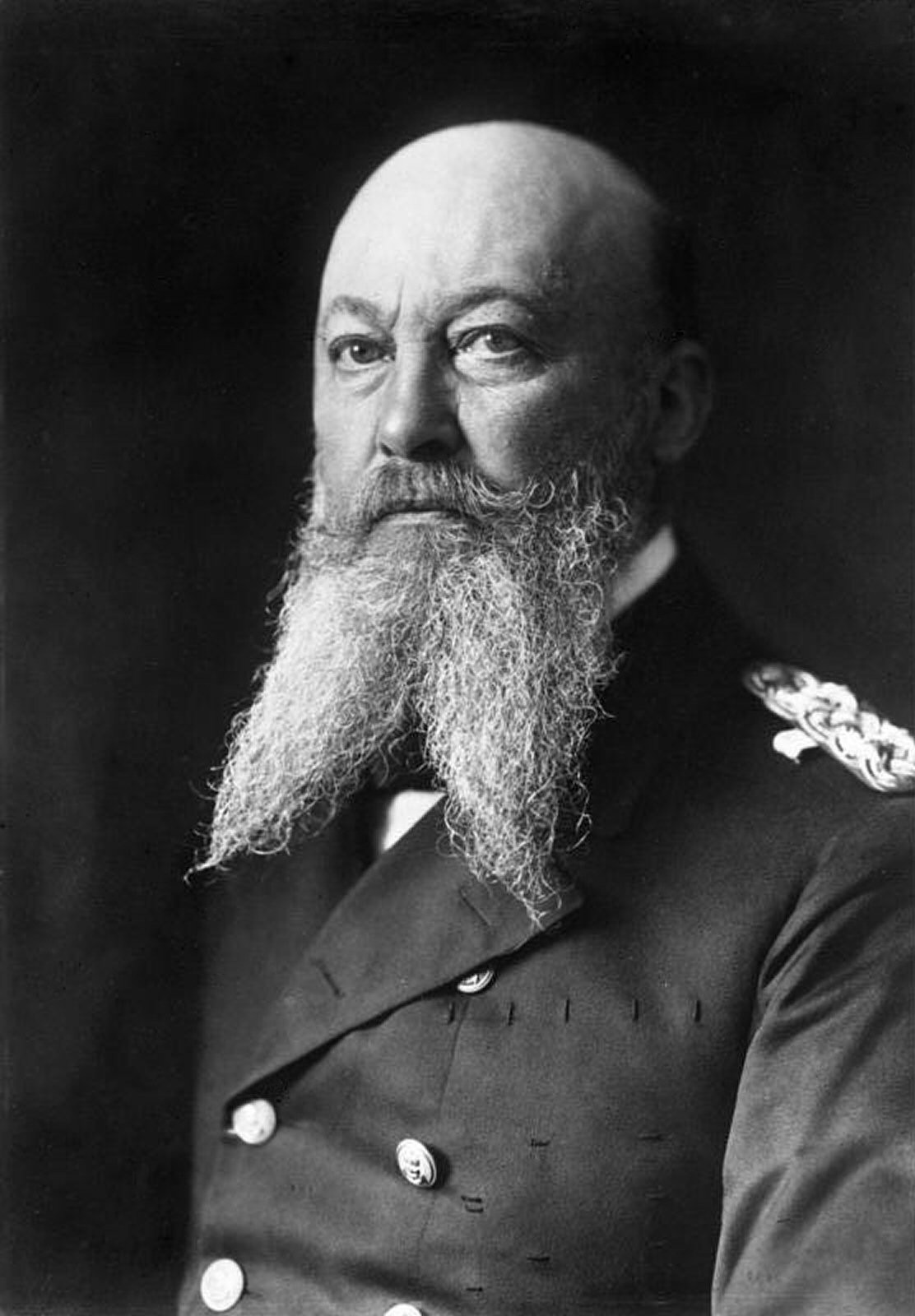
알프레트 폰 티르피츠

1897년 6월 18일, 알프레트 폰 티르피츠 소장이 해군 국가비서로 임명되어 19년 동안 재직했다. 티르피츠는 독일이 해외 영토를 방어하는 데 필요한 해군 확장론을 주장했다. 그는 의회에 함대 확장을 승인하는 연속적인 해군 법안 통과를 설득하는 데 큰 성공을 거두었다. 오토 폰 비스마르크가 지지한 독일 외교 정책은 독일이 통합과 군사력을 강화하는 동안 강대국들의 관심을 해외로 돌리는 것이었다. 이제 독일은 다른 나라들과 경쟁해야 했다. 티르피츠는 해군을 대중화하기 위한 홍보 캠페인을 시작했다. 그는 해군에 대한 대중 잡지를 만들었고, 해군력의 중요성을 주장한 앨프리드 세이어 머핸의 해양력이 역사에 미치는 영향을 독일어로 번역하여 신문에 연재하도록 했으며, 해군을 지지하는 집회를 조직하고 정치인과 기업가들을 해군 사열에 초대했다. 정치인들에게 로비하고 홍보를 확산시키기 위해 다양한 압력 단체들이 결성되었다. 이러한 조직 중 하나인 해군 연맹(Flottenverein)은 철강 산업(알프레드 크루프), 조선소 및 은행의 주역들에 의해 조직되어 100만 명 이상의 회원을 확보했다. 정치 정당들에게는 해군 법안에 대한 지지를 대가로 수입 곡물에 대한 세금과 같은 양보가 제안되었다.
1898년 4월 10일, 제1차 해군 법안이 제국의회를 통과했다. 이 법안은 1904년 4월 1일까지 전함 19척, 장갑순양함 8척, 대형 순양함 12척, 경순양함 30척으로 구성된 함대를 유지하도록 승인했다. 기존 함선들도 총계에 포함되었으나, 법안은 함선을 25년마다 무기한 교체하도록 규정했다. 해군 운영을 위해 매년 500만 마르크가 할당되었고, 조선 총 예산은 4억 800만 마르크였다. 이는 독일 함대를 프랑스나 러시아에 도전할 수 있는 수준으로 만들겠지만, 세계 최대 함대인 영국 왕립 해군보다는 분명히 열등한 상태로 남을 것이다.
중국의 의화단 운동과 보어 전쟁 이후, 1900년 6월 14일 제2차 해군 법안이 통과되었다. 이 법안은 할당된 함선 수를 전함 38척, 장갑순양함 20척, 경순양함 38척으로 거의 두 배 늘렸다. 중요하게도, 이 법안은 건조 프로그램에 대한 전체 비용 제한을 설정하지 않았다. 해군 지출은 세금으로 충당하기에는 너무 컸다. 제국의회는 구성 주들과 협상하지 않고는 세금을 확장할 권한이 제한적이었으며, 이는 정치적으로 실행 불가능하다고 여겨졌다. 대신, 이 법안은 대규모 대출로 자금을 조달했다. 티르피츠는 1899년에 이미 전함 총수를 45척으로 늘릴 가능성을 모색하고 있었으며, 이 목표는 1909년까지 48척으로 증가했다.

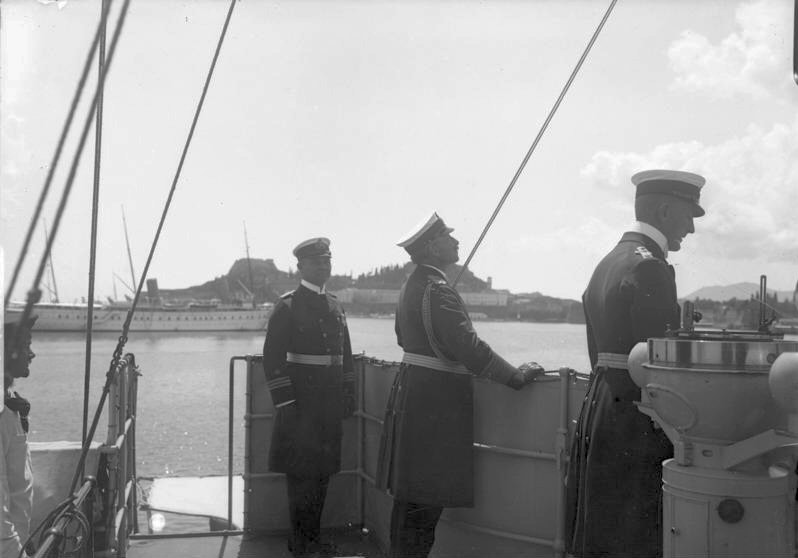
1894년 경순양함 SMS 가이어에 탑승한 빌헬름 2세

티르피츠의 궁극적인 목표는 영국 왕립 해군에 필적할 수 있는 함대였다. 영국 여론이 독일에게 불리하게 돌아서자 존 피셔 경 제독은 1904년과 1908년 두 차례에 걸쳐 영국의 현재 해군 우위를 이용하여 독일 함대를 '코펜하겐', 즉 1801년과 1807년 영국 왕립 해군이 덴마크 해군에게 했던 것처럼 킬과 빌헬름스하펜 해군 기지에 선제 공격을 가할 것을 제안했다." 티르피츠는 함대가 영국이 보유한 주력함 수의 3분의 2를 달성할 수 있다면 충돌에서 승리할 가능성이 있다고 주장했다. 영국은 전 세계에 함대를 유지하고 다른 해군 강대국을 고려해야 하는 반면, 독일 함대는 독일 수역에 집중될 수 있었다. 영국에 대한 위협으로 인식되는 것을 경시하려는 시도가 있었지만, 일단 독일 함대가 다른 2류 해군과 동등한 위치에 도달하자, 그것이 도전하려는 단 하나의 위대한 함대를 언급하지 않는 것은 불가능해졌다. 티르피츠는 다른 2류 강대국들이 독일 해군에 이끌려 독일과 동맹을 맺기를 희망했다. 해군 군비 경쟁과 같은 정책은 영국이 어떻게 반응할지 제대로 고려하지 않았다. 1889년 해군 방위법에 명시된 영국 정책은 영국의 가장 큰 두 경쟁국의 총합보다 우월한 해군을 유지하는 것이었다. 영국 해군본부는 독일 해군이 1906년까지 세계에서 두 번째로 큰 해군이 될 것으로 추정했다.
특히 1904년부터 1909년까지 제1해군경을 지낸 피셔에 의해 영국 왕립 해군의 대규모 개혁이 단행되었다. 17척의 전함을 포함한 154척의 구형 함선이 폐기되어 신형 함선이 건조될 수 있었다. 인식된 결함을 개선하기 위해 훈련 및 포술 개혁이 도입되었으며, 이는 부분적으로 티르피츠가 자신의 함선에 우월성을 부여하기 위해 기대했던 것이었다. 더 많은 주력함이 영국 본토 수역에 배치되었다. 1902년 영일 동맹 체결로 동아시아에서 함선을 철수시킬 수 있었고, 1904년 프랑스와의 영불 협상은 영국이 프랑스 해안을 포함한 영국 해협 수역 경비에 집중할 수 있게 했으며, 프랑스는 지중해에서 영국 이익을 보호하게 되었다. 1906년까지 영국의 유일한 잠재적 해군 적국은 독일로 간주되었다.

브라운슈바이크급 전함의 한 척이 선두에 서 있는 독일 대양함대

5척의 비텔스바흐급 전함이 1899년부터 1904년까지 각 함선당 2200만 마르크의 비용으로 건조되었다. 5척의 브라운슈바이크급 전함은 1901년부터 1906년까지 각 함선당 약간 더 많은 2400만 마르크의 비용으로 건조되었다. 기술 발전으로 인해 속사포가 더 커질 수 있게 되면서, 브라운슈바이크급은 28cm 주포를 장착했다. 어뢰의 사거리와 정확도 향상으로 인해, 어뢰 방어를 위한 소구경 포의 보조 무장에 중점이 두어졌다. 1903년부터 1908년 사이에 건조된 5척의 도이칠란트급 전함은 브라운슈바이크급과 유사한 무장을 가졌지만, 약간 더 많은 2450만 마르크의 비용으로 더 무거운 장갑을 가졌다.
장갑순양함의 개발도 계속되었다. 퓌르스트 비스마르크의 설계는 1902년에 완성된 후속 SMS 프린츠 하인리히에서 개선되었다. 2척의 프린츠 아달베르트급 순양함은 1904년에 취역했으며, 이어서 유사한 룬급 순양함 2척이 1905년과 1906년에 취역했는데, 각 함선당 약 1,700만 마르크의 비용이 들었다. SMS 샤른호르스트와 SMS 그나이제나우가 뒤이어 1904년에서 1908년 사이에 건조되었으며, 예상 비용은 2,030만 마르크였다. 주무장은 21cm 포 8문이었으나, 소형 목표물에는 15cm 포 6문과 8.8cm 포 18문을 사용했다. 8척의 브레멘급 순양함 경순양함은 1902년에서 1907년 사이에 건조되었으며, 이전의 가젤급 순양함에서 발전된 것이다. 이 함선들은 10.5cm 포 10문을 장착했으며, 독일 도시의 이름을 따서 명명되었다. SMS 뤼베크는 터빈 엔진을 장착한 최초의 독일 순양함으로, 어뢰정 S-125에서도 시운전되었다. 터빈은 더 빠르고 조용하며 가볍고 신뢰성이 높았으며 고속에서 연료 효율이 더 좋았다. 최초의 영국 실험 설계(구축함 HMS 벨록스)는 1901년에 건조되었으며, 그 결과 티르피츠는 터빈 개발을 위한 특별 위원회를 설립했다. 1903년까지 신뢰할 수 있는 독일 설계가 없었으므로 영국 파슨스 터빈이 구매되었다.

### 지휘부 재편성
1899년, 황립 해군 최고 사령부는 계획, 장교 훈련 및 해군 정보 담당인 독일 황립 해군 참모본부 (Admiralstab)로 대체되었다. 전시에 총지휘권을 가질 예정이었으나, 평시에는 자문 역할만 했다. 함대의 여러 요소에 대한 직접적인 통제는 해당 요소 지휘관들에게 하위되어, 황제에게 책임졌다.
이러한 재편성은 자신의 함선에 대한 직접적인 통제를 유지하고자 했던 황제에게 적합했다. 단점은 이전에 전반적인 방위 고려 사항 내에서 해군의 중요성을 균형 잡아주던 통합된 군사 지휘 체계를 분리했다는 점이다. 이는 해군 계획에서 제독 참모부의 영향력을 제거했지만, 전시에는 자신을 중심으로 지휘를 재편할 가능성을 남겼기 때문에 알프레트 폰 티르피츠에게는 유리했다. 그러나 빌헬름 2세는 자신의 함대에 대한 직접적인 통제를 포기하는 데 동의하지 않았다.

### 제1차 노벨

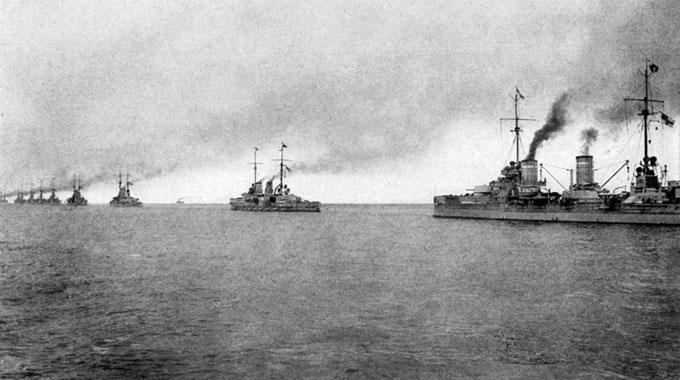
드레드노트급 대양함대

1906년 12월 3일, 영국 왕립 해군은 새로운 전함 HMS 드레드노트 (1906년)를 인수했다. 이 함선은 단일 구경의 대구경 포만을 사용하는 새로운 전함 설계 개념의 첫 번째 함선으로 유명해졌다. 이 함선은 더 빠른 속도와 기계류에 필요한 공간 감소를 위해 터빈 추진을 사용했으며, 전방 발사 시 3배, 측면 발사 시 2배 더 많은 포를 발사할 수 있도록 포가 배치되었다. 이 설계는 영국만의 개념은 아니었으며, 전 세계적으로 유사한 함선이 건조되고 있었고, 독일 해군 확장 저지를 위한 유일한 의도는 아니었지만, 그 효과는 독일이 해군 건조 프로그램을 즉시 재고해야 할 필요성을 야기했다. 전함 설계는 더 가벼운 장갑과 더 빠른 속도를 가진 변형인 순양전함의 도입으로 보완되었다.
설계의 혁신과 인력 및 훈련의 개선은 영국 왕립 해군 함대의 3분의 2 규모 함대가 교전에서 적어도 승리할 가능성이 있다는 독일의 가정을 심각하게 의문시하게 만들었다. 1906년까지 독일은 이미 수입의 60%를 육군에 지출하고 있었다. 이제 해군을 더욱 발전시키기 위해 막대한 자금을 조달해야 하거나, 해군 확장을 포기해야 했다. 계속하기로 한 결정은 1905년 9월 티르피츠가 내렸고, 베른하르트 폰 뷜로 총리와 황제도 동의했는데, 드레드노트는 아직 계획 단계에 있었다. 더 큰 함선은 당연히 더 비쌌지만, 항구, 갑문, 킬 운하의 확장을 필요로 했으며, 이는 모두 엄청나게 비쌀 것이었다. 새로운 드레드노트의 예상 비용은 19,000톤 배수량 함선(17,900톤의 드레드노트보다 큼)당 3,650만 마르크, 순양전함당 2,750만 마르크였다. 운하 준설에는 6,000만 마르크가 할당되었다. 제국의회는 프로그램에 동의하도록 설득되었고, 해군 법안을 개정하고 드레드노트 프로그램과 필요한 인프라에 9억 4천만 마르크를 할당하는 노벨레(보충법)를 통과시켰다. 매년 드레드노트 2척과 순양전함 1척을 건조하기로 했다.

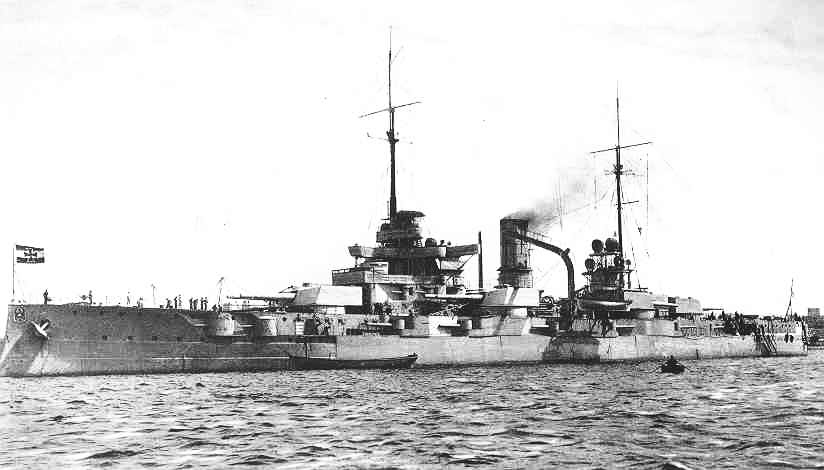
나사우급 전함: 측면 포탑은 갑판을 가로질러 발사할 수 없었다.

4척의 나사우급 전함 건조는 1907년 최대한의 비밀리에 시작되었다. 독일 해군 수석 디자이너는 한스 뷔르크너(Hans Bürkner)였다. 함선의 측면 장갑 두께가 대형 포의 구경과 같도록 하는 원칙이 도입되었고, 함선은 손상 시 침수 저항력을 높이기 위해 내부적으로 방수 구획으로 점점 더 많이 나뉘었다. 설계는 더 작은 터빈 대신 왕복 엔진을 사용해야 하는 필요성으로 인해 어려움을 겪었는데, 이는 충분히 강력한 설계가 없었고 독일 해군에 수용되지 않았기 때문이었다. 포탑은 함선 중앙에 배치될 수 없었고 대신 측면에 배치되어, 측면 일제사격 시 6개의 포탑 중 2개가 항상 함선의 잘못된 쪽에 위치하게 되었다. 주무장은 28cm 포 12문이었다. 이 함선들은 모두 1910년까지 예산을 초과하여 평균 척당 3,740만 마르크의 비용으로 완공되었다. 1910년에 이 함선들은 킬에서 빌헬름스하펜으로 이전되었는데, 그곳에는 두 개의 새로운 대형 도크가 완공되었고 더 많은 도크가 건설 중이었다.
최초의 독일 순양전함인 SMS 폰데르탄은 1908년 3월에 착공되었다. 4개의 파슨스 터빈이 사용되어 속도를 27노트까지 향상시키고 무게를 줄였다. 4개의 2연장 포탑에는 28cm 포가 장착되었는데, 두 중앙 포탑은 여전히 함선의 양쪽에 배치되었지만, 이제는 어느 쪽으로든 발사할 수 있도록 비스듬히 배치되었다. 이 설계는 성공적인 것으로 평가되었으나, 3,550만 마르크의 비용은 1906년 할당액을 크게 초과했다. 드레스덴급 순양함 경순양함으로 경순양함 개발이 계속되었는데, 이들은 제1차 세계 대전 초 태평양에서의 활약으로 유명해졌다. 이 함선들은 3,300톤이었고, 10.5cm 속사포 10문과 약 24노트의 속도를 가졌다. SMS 드레스덴은 750만 마르크, SMS 엠덴은 600만 마르크가 들었다. 4척의 콜베르크급 순양함은 1907년에서 1911년 사이에 4,400톤, 각 함선당 약 800만 마르크의 비용으로 생산되었다. 이 함선들은 터빈과 10.5cm 포 12문을 주무장으로 가졌지만, 100개의 기뢰를 싣고 부설할 수 있도록 장비되기도 했다. 1907년부터 모든 어뢰정은 터빈 엔진을 사용하여 건조되었다.
궁극적인 중요성에도 불구하고, 독일 해군은 1904년까지 또 다른 실험인 잠수함의 개발을 거부했다. 최초의 잠수함인 U-1은 1906년 12월 킬에 있는 크루프의 게르마니아 조선소에서 건조되어 인도되었다. 이 잠수함은 수면에서 238톤, 잠수 시 283톤의 배수량을 가졌다. 케로신 엔진은 수면에서 10노트의 속도로 1,500 해리 (2,800 km; 1,700 mi)의 항속 거리를 가졌다. 잠수 시에는 배터리 전기 추진을 사용하여 5노트로 50해리까지 이동할 수 있었다. 이 함선들은 1897년에 처음으로 성공적으로 사용된 막심 로베프의 설계를 따랐으며, 이중 선체와 주 승무원 구획 외부를 둘러싼 부력 탱크를 가졌다. 이 잠수함은 전방에 어뢰 발사관이 하나 있었고 총 3개의 어뢰를 탑재했다. 초기 엔진은 시끄럽고 연기가 많이 났으므로, 잠수함의 유용성은 1910년 더 조용하고 깨끗한 디젤 엔진의 도입으로 크게 향상되었는데, 이는 적이 탐지하기 훨씬 어려웠다.

### 제2차 노벨
독일의 함선 지출은 해마다 꾸준히 증가했다. 1907년에는 2억 9천만 마르크가 함대에 지출되었고, 1908년에는 3억 4천 7백만 마르크로 국가 예산의 24%를 차지했으며, 예상 예산 적자는 5억 마르크였다. 제1차 세계 대전 발발까지 해군 지출로 인해 독일의 국가 부채는 10억 마르크 증가했다. 각 독일 함선은 이전보다 더 비쌌지만, 영국은 벨레로폰급 전함 (3척)과 세인트 빈센트급 전함 (3척)의 후속 세대 함선 비용을 줄일 수 있었다. 영국의 연속적인 순양전함은 더 비쌌지만, 독일 함선보다 적었다. 전반적으로 독일 함선은 영국 함선보다 약 30% 더 비쌌다. 이 모든 것은 제국의회 내에서 추가 확장에 대한 반대 의견이 커지는 데 기여했으며, 특히 영국이 독일의 확장 프로그램을 따라잡고 초과할 의도가 분명해지면서 더욱 그러했다. 함대 자체에서는 1908년부터 새로운 함선에 대한 자금 부족과 승무원 부족에 대한 불만이 제기되기 시작했다. 국고 장관 헤르만 폰 슈텐겔은 예산 적자를 해결할 방법을 찾을 수 없었기 때문에 사임했다.
1907년 총선에서는 이전 의회가 독일령 남서아프리카의 식민지 봉기를 진압할 자금 지원을 거부한 후, 군사 작전에 더 우호적인 제국의회가 선출되었다. 어려움에도 불구하고 티르피츠는 1908년 3월에 추가적인 노벨레를 통과시키도록 제국의회를 설득했다. 이는 함선 서비스 수명을 25년에서 20년으로 단축하여 더 빠른 현대화를 가능하게 했고, 건조율을 연간 4척의 주력함으로 늘렸다. 티르피츠의 목표는 1914년까지 전함 16척과 순양전함 5척, 1920년까지 전함 38척과 순양전함 20척으로 구성된 함대였다. 또한 경순양함 38척과 어뢰정 144척도 포함될 예정이었다. 법안에는 1912년에 건조가 연간 2척으로 줄어든다는 제한이 있었지만, 티르피츠는 나중에 이를 변경할 수 있을 것이라고 확신했다. 그는 이제 조선업에 깊이 관여하게 된 독일 산업이 더 높은 건조율을 유지하기 위한 캠페인을 지지할 것이라고 예상했다.
4척의 헬골란트급 전함은 1909-10년에 기공되었으며, 배수량 22,800톤, 6개의 포탑에 30.5cm 포 12문, 최대 속도 21노트를 내는 왕복 엔진을 장착했으며, 가격은 4,600만 마르크였다. 다시 한 번, 포탑 배치는 포탑 배치라는 단점에도 불구하고 함선 중앙을 기계류에 사용해야 하는 필요성에 의해 결정되었다. 함선에는 50cm 어뢰가 장착되었다.

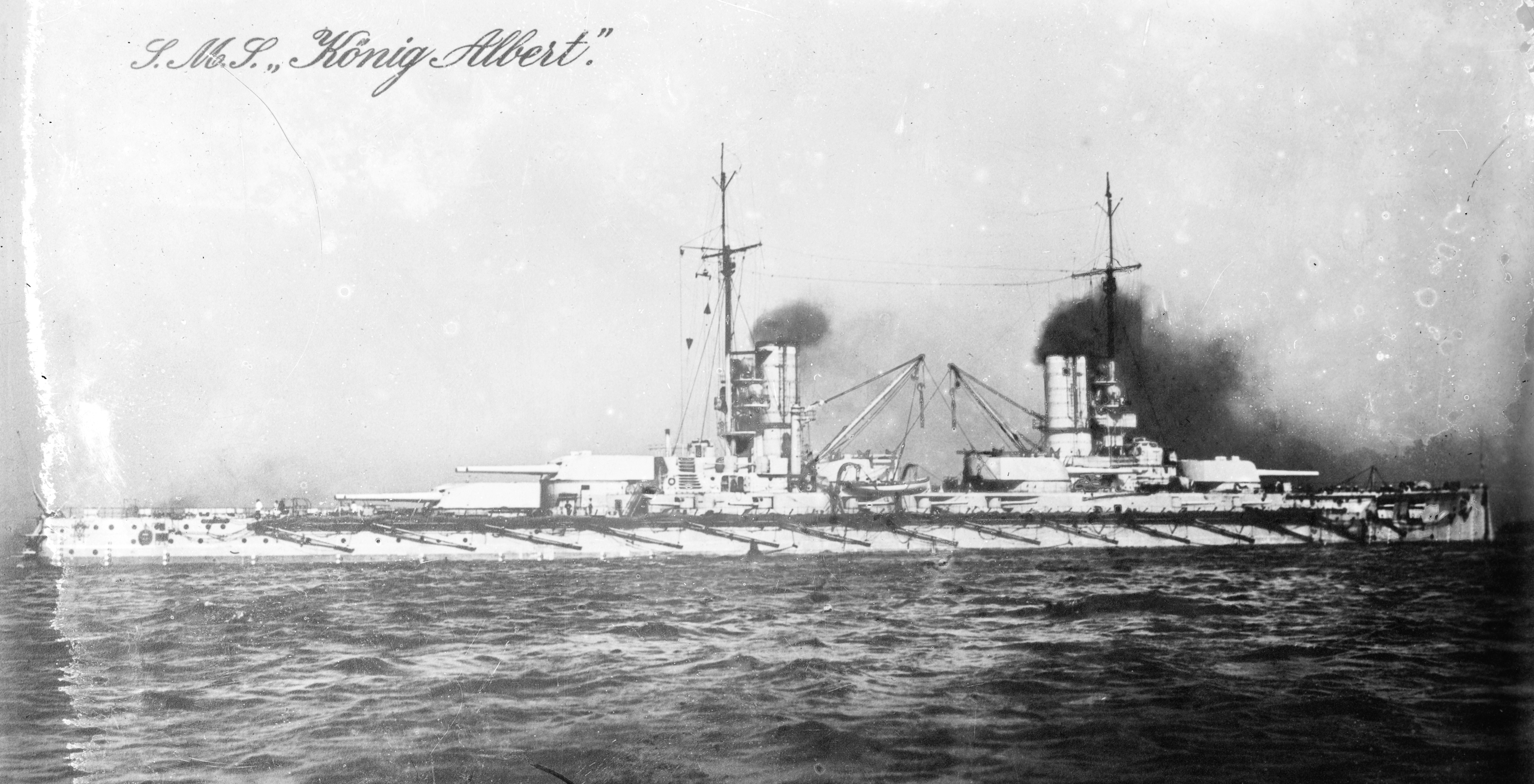
카이저급 전함: 후방 포탑 상부 갑판 발사, 직렬 측면 포탑 (측면 포탑이 비스듬히 배치되어 갑판을 가로질러 발사 가능) 및 터빈 추진 도입.

1909년부터 1913년 사이에 건조된 카이저급 전함은 터빈 엔진이 마침내 승인되면서 설계에 변화를 가져왔다. 이 함선들은 30.5cm 포 10문을 장착하여 중앙 측면 포탑 2개를 잃었지만, 선미 중앙선에 추가 포탑 1개를 얻었다. 비슷한 시기에 설계된 SMS 폰데르탄과 마찬가지로, 모든 포는 측면 일제사격 시 어느 쪽으로든 발사할 수 있었는데, 이는 헬골란트급 설계보다 총 포수가 적음에도 불구하고 더 많은 포가 집중될 수 있음을 의미했다. 보통 4척 대신 5척이 건조되었는데, 1척은 함대 기함 역할을 하기 위함이었다. 1척의 함선인 SMS 프린츠레겐트 루이트폴트는 3개가 아닌 2개의 터빈만을 장착했으며, 순항을 위한 추가 디젤 엔진을 장착할 의도였으나, 하우발트(Howaldt) 엔진은 제때 개발되지 못했다. 그 결과 루이트폴트의 최고 속도는 20노트였으며, 다른 함선들의 22노트와 비교된다. 이 함선들은 이전 함급보다 큰 24,700톤이었지만, 4,500만 마르크로 더 저렴했다. 이들은 제1차 세계 대전 당시 구성된 대양함대 제3전대의 일부를 형성했다.
1908년에서 1912년 사이에 2척의 몰트케급 순양전함이 건조되었는데, 선미 중앙선에 추가 포탑이 하나 더 추가되었고, 후방 포탑 위에 더 높게 설치되었지만 여전히 28cm 포를 사용했다. SMS 몰트케는 대양함대의 일부가 되었지만, SMS 괴벤은 지중해 전대에 편입되어 제1차 세계 대전 동안 오스만 해군의 일부로 활동했다. 이 함선들의 비용은 4,260만 마르크와 4,160만 마르크였으며, 최대 속도는 28노트였다. SMS 자이들리츠는 몰트케 설계의 약간 확대된 버전으로 건조되었으며, 최대 속도 29노트에 도달했다. 모든 순양함은 1908년부터 터빈 엔진을 장착했다. 1910년에서 1912년 사이에 4척의 마그데부르크급 순양함 경순양함이 4,600톤 규모로 건조되었으며, 각 함선당 약 740만 마르크가 들었다. 이 함선들은 주요 석탄 연료의 효율성을 높이기 위해 오일 버너를 장착했다. 이어서 유사하지만 약간 확대되고 약간 더 빠른 카를스루에급 순양함과 그라우덴츠급 순양함 경순양함이 건조되었다.
1907년에는 존더버그(킬 북쪽)에 해군 포병 학교가 설립되었다. 이는 새로운 세대의 포에서 발생하는 어려움을 해결하기 위함이었는데, 사거리가 더 길어진 포는 그 극단적인 사거리의 목표물을 조준할 수 있는 조준 장치가 필요했다. 1914년까지, 포는 51cm까지 크기를 늘리는 실험이 진행되고 있었다. 주력함에는 사거리 측정 장비를 갖춘 높은 마스트에 관측탑이 설치되었고, 함선 설계는 정확도 향상을 위해 포탑을 함선 중앙선에 배치하도록 변경되었다.
4척의 쾨니히급 전함은 1911년 10월부터 1912년 5월 사이에 착공되어 1914년에 취역했으며, 각 함선당 4,500만 마르크의 비용이 들었다. 이들은 대양함대 제3전대의 다른 부분을 형성했다. 이 함선들은 28,500톤이었고, 3개의 3단계 브라운-보버리-파슨스 터빈으로 21노트의 최대 속도를 냈다. 주무장은 30.5cm 포 2문이 탑재된 5개의 이중 포탑으로 구성되었으며, 함수와 함미에 2개씩, 함선 중앙에 1개가 배치되었다. 양 끝의 두 번째 포탑은 바깥쪽 포탑보다 높게 설치되어 그 위로 발사할 수 있었다(상부사격). 프린츠레겐트 루이트폴트와 마찬가지로, 이 함선들은 원래 순항용 디젤 엔진 1개를 장착할 예정이었으나, 이 엔진은 개발되지 못하여 대신 터빈이 장착되었다. 함선에는 어뢰를 막기 위한 어뢰망이 장착되었으나, 이는 최대 속도를 비실용적인 8노트까지 줄였고 나중에 제거되었다.
1910년, 트윈 디젤 엔진으로 구동되는 최초의 잠수함 건조가 시작되었다. U-19는 최초의 독일 잠수함보다 두 배 큰 크기였으며, 8노트로 순항 시 7,600 해리 (14,100 km; 8,700 mi)의 5배에 달하는 항속 거리를 가졌고, 최대 속도는 15노트였다. 이제 선수와 선미에 각각 2개의 어뢰 발사관이 있었고, 6개의 어뢰가 탑재되었다. 이 함선들은 50 미터 (160 ft)의 깊이에서 작동하도록 설계되었지만, 80 미터 (260 ft)까지 내려갈 수 있었다.

### 제3차 노벨

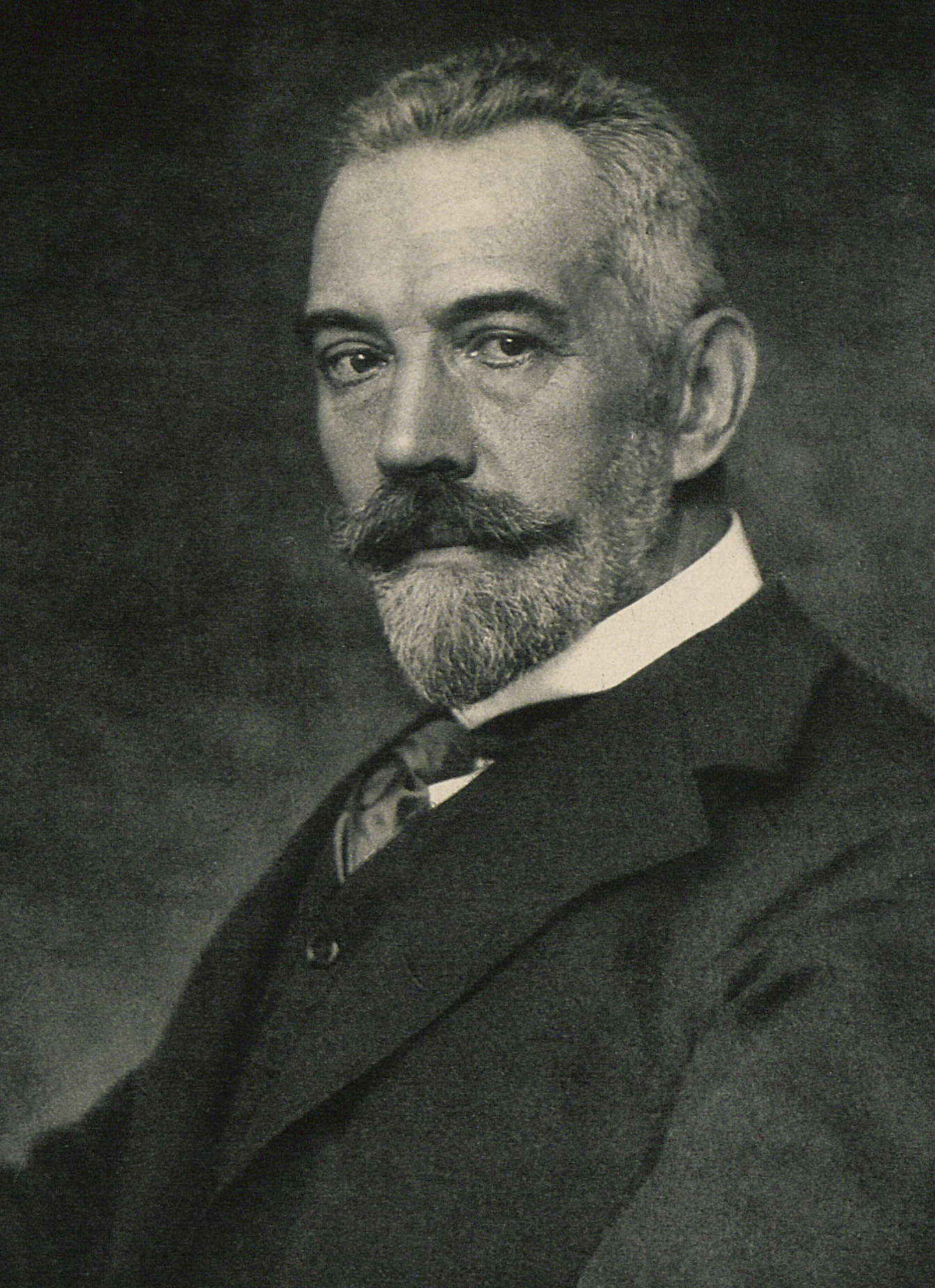
테오발트 폰 베트만홀베크 총리는 육군을 위한 군사비 지출 비율 보장을 주장했다.

해군 지출은 해마다 끊임없이 증가했다. 1909년 베른하르트 폰 뷜로 총리와 라인홀트 폰 지다우 재무장관은 적자 축소를 시도하기 위해 세금을 인상하는 새로운 예산안을 통과시키려 했다. 사회민주당은 상품세 인상에 반대했고, 보수당은 상속세 인상에 반대했다. 뷜로와 지다우는 실패로 사임하고 테오발트 폰 베트만홀베크가 총리가 되었다. 그의 해결책은 해군 건설의 속도를 늦추기로 영국과 협상을 시작하는 것이었다. 1911년 제2차 모로코 위기가 프랑스와 독일의 갈등을 야기하면서 협상은 아무런 성과도 내지 못했다. 독일은 프랑스가 모로코에서 자유롭게 행동할 수 있도록 대가로 중앙 콩고 영토를 양보하도록 '설득'하려 했다. 이는 독일의 팽창주의적 목표에 대한 영국의 우려를 증대시켰고, 영국이 프랑스와 해군 협력을 포함한 더 긴밀한 관계를 형성하도록 장려했다. 티르피츠는 이를 다시 한번 해군 확장과 1912년까지 연간 4척의 주력함 건조율 유지를 위한 기회로 보았다. 1912년 1월 선거에서는 군사 확장에 반대하는 사회민주당이 최대 정당이 되었다.
해군에 점점 더 많은 예산이 투입되는 것을 의식한 독일군은 프랑스 육군 규모에 더 가깝게 병력을 늘리기 위해 136,000명의 증원을 요구했다. 1912년 2월, 영국 전쟁장관 홀데인 자작은 해군 확장 제한 가능성을 논의하기 위해 베를린을 방문했다. 한편, 영국에서는 제1해군경 윈스턴 처칠이 독일 해군을 '사치품'이라고 묘사하는 연설을 했는데, 이는 독일에서 보도되자 모욕으로 간주되었다. 회담은 아무런 성과 없이 누가 무엇을 제안했는지에 대한 비난 속에 끝났다. 베트만홀베크는 육군을 위한 지출 비율 보장을 주장했지만, 육군 장교들이 공개적으로 그를 지지하기를 거부하자 실패했다. 티르피츠는 6척의 새로운 주력함을 주장했고, 1912년 4월에 통과된 새로운 통합 군사 예산에서 3척과 추가로 15,000명의 수병을 얻었다. 새로운 함선들은 기존의 예비 기함과 4척의 예비 전함과 함께 대양함대의 새로운 한 전대가 될 예정이었다. 전체적으로 함대는 8척의 전함으로 구성된 5개 전대, 12척의 대형 순양함, 30척의 소형 순양함, 그리고 해외 임무를 위한 추가 순양함을 보유하게 될 것이었다. 티르피츠는 교체 프로그램이 진행되면서 기존의 노후한 해안 방어 전대가 6번째 함대 전대가 될 것이며, 기존의 순양전함 8척은 해외 전대에 현재 있는 대형 순양함을 대체하는 추가 8척과 합쳐질 것이라고 계획했다. 이 계획은 1920년까지 10만 명의 병력, 전함 49척, 순양전함 28척으로 구성된 주 함대를 구상했다. 황제는 영국인들에 대해 "...우리는 그들을 벽에 몰아넣었다"고 언급했다.
티르피츠가 더 많은 함선을 확보하는 데 성공했지만, 해군에 대한 군사비 지출 비율은 1912년 이후 감소하여 1911년 35%에서 1912년 33%, 1913년 25%로 줄었다. 이는 유럽에서의 육상 전쟁 가능성이 높아지고 있으며, 해군을 이용한 전 세계적 확장을 위한 티르피츠의 계획에서 벗어나려는 군사 계획가들의 태도 변화를 반영한다. 1912년 헬무트 요하네스 루트비히 폰 몰트케 장군은 "전쟁은 피할 수 없으며, 빠르면 빠를수록 좋다"고 언급했다. 황제의 남동생인 하인리히 폰 프로이센 왕자는 해군 비용이 이제 너무 크다고 생각했다. 영국에서는 처칠이 독일이 건조하는 함선 한 척당 두 척의 주력함을 건조할 의사를 발표했으며, 함대를 재편하여 지중해에서 영국 해협 수역으로 전함을 이동시켰다. 영국 해군 장교를 근무 기간이 아닌 능력과 공로로 승진시키는 정책이 도입되었는데, 이로 인해 다가올 제1차 세계 대전에서 중요한 역할을 할 젤리코와 비티가 빠르게 승진했다. 1913년까지 프랑스와 영국은 독일에 대한 공동 해군 작전 계획을 수립했으며, 프랑스는 브레스트에서 툴롱으로 대서양 함대를 이동시켜 영국 함선을 대체했다.
영국은 또한 새로운 전함의 능력을 확장하여 군비 경쟁을 확대했다. 1912년의 5척의 퀸 엘리자베스급 전함 (32,000톤)은 15인치 포를 장착하고 완전히 유류 연료를 사용하여 25노트의 속도를 낼 것이었다. 1912–13년 독일은 순양전함에 집중하여 3척의 데르플링거급 순양전함 (27,000톤, 최대 속도 26-27노트)을 건조했으며, 각 함선당 5,600만-5,900만 마르크의 비용이 들었다. 이 함선들은 함수와 함미에 2개씩 총 4개의 포탑에 30.5cm 포 2문을 장착했으며, 안쪽 포탑은 바깥쪽 포탑 위로 상부사격할 수 있었다. SMS 데르플링거는 대공포를 장착한 최초의 독일 함선이었다.
1913년, 독일은 영국의 도전에 대응하여 2척의 바이에른급 전함을 기공했다. 이 함선들은 유틀란트 해전 이후에야 취역했으므로, 전쟁의 주요 해군 작전에는 참여하지 못했다. 배수량은 28,600톤, 승무원은 1,100명, 속도는 22노트였으며, 비용은 5천만 마르크였다. 포는 이전 순양전함과 동일한 패턴으로 배치되었지만, 이제 구경이 38cm로 증가했다. 이 함선들은 8.8cm 대공포 4문과 15cm 경포 16문을 장착했지만, 석탄 연료를 사용했다. 함선 측면의 석탄 벙커가 관통 포탄에 대한 보호 기능을 추가하며, 독일은 또한 안정적인 연료유 공급이 없다고 간주되었다. 이 함급의 두 척이 나중에 기공되었지만, 완공되지는 못했다.

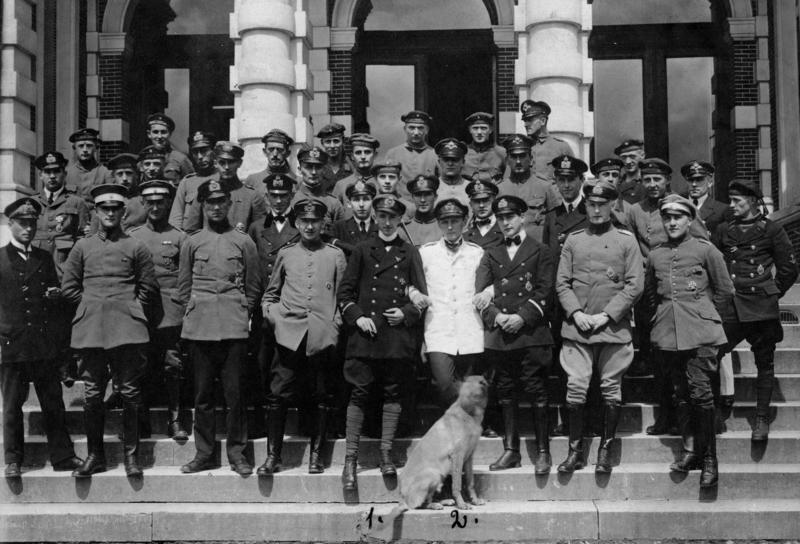
1918년 9월, 독일 해군 장교들

1912년에서 1913년 사이에 러시아 해군이 주문한 3척의 경순양함이 독일 조선소에서 건조되기 시작했으며, 비용은 약 900만 마르크였다. 이 함선들은 제1차 세계 대전 발발 시 압류되어 SMS 레겐스부르크, SMS 필라우, SMS 엘빙이 되었다. 2척의 더 큰 순양함인 SMS 비스바덴과 SMS 프랑크푸르트도 건조가 시작되어 1915년에 취역했다. 더 많은 어뢰정이 건조되었는데, 1914년 이전에 킬의 AG 불칸(AG Vulcan)에서 건조된 V-25에서 V-30급 함정은 점진적으로 크기가 증가하여 800톤에 이르렀다. 1912년 독일은 순양전함 괴벤과 경순양함 브레슬라우로 구성된 지중해 전대를 창설했다.

### 항공력
풍선에 대한 해군 시험은 1891년에 시작되었으나, 결과가 만족스럽지 못하여 해군이 구매하지 않았다. 1895년 페르디난트 폰 체펠린 백작은 그의 새로운 경식비행선에 육군과 해군 모두의 관심을 끌려고 시도했으나 성공하지 못했다. 체펠린 경식비행선은 너무 느리다고 여겨졌고, 수면 위에서 운용 시 신뢰성에 대한 우려가 있었다. 1909년 해군은 함선에서 항공기를 발사하는 제안을 거부했고, 1910년에도 다시 체펠린 비행선을 거절했다. 마침내 1911년, 항공기 시험이 시작되었고 1912년 티르피츠는 해군 정찰용으로 최초의 비행선을 85만 마르크에 구매하는 데 동의했다.
이 기계는 영국 상공에서 운용하기에는 사거리(1,440km)가 부족했지만, 항공기 공격용 기관총과 실험용 80kg 폭탄을 장착했다. 이듬해 10대가 추가로 주문되었고 베를린 근처의 요하니스탈에 새로운 해군 항공 사단이 창설되었다. 그러나 1913년 9월 L 1은 폭풍으로 파괴되었고, 다음 달에는 L 2가 가스 폭발로 소실되었다. 미인도된 기계들의 주문은 취소되었고, 해군은 L 3 한 대만 남게 되었다.
1910년 하인리히 공자는 비행을 배웠고 해군 항공의 중요성을 지지했다. 1911년 알바트로스 수상기 시험이 있었고, 1912년 티르피츠는 수상기 시험에 20만 마르크를 승인했다. 커티스 수상기가 채택되었다. 1913년까지는 영국 소프위치를 포함한 4대의 항공기가 있었고, 1918년까지 6개의 해군 항공 기지를 건설할 장기 계획이 있었다. 1914년까지, 잘 구축된 플리거트루페 육군 기반 항공 부대의 해군 대응 조직인 해군 항공대(Marine-Fliegerabteilung)는 12대의 수상기와 1대의 육상 비행기로 구성되었고, 850만 마르크의 예산을 사용했다. 1914년 함대와 함께 운용되는 수상기 시험은 인상적이지 못했다. 참여한 4대 중 1대는 추락했고, 1대는 이륙하지 못했으며, 단 1대만이 모든 임무를 성공적으로 수행했다. 가장 성공적인 항공기는 영국 설계였으며, 실제로 영국에서는 윈스턴 처칠의 지원을 받아 실험이 진행되었고, 페리와 여객선을 수상기모함으로 개조하는 것도 포함되었다.

## 제1차 세계 대전
제1차 세계 대전 발발 당시 독일 황립해군은 전노급함 22척, 드레드노트급 전함 14척, 순양전함 4척을 보유하고 있었다. 쾨니히급 전함 3척은 1914년 8월에서 11월 사이에 추가로 완공되었고, 바이에른급 전함 2척은 1916년에 취역했다. 순양전함 SMS 데르플링거, SMS 뤼초프, SMS 힌덴부르크는 각각 1914년 9월, 1916년 3월, 1917년 5월에 완공되었다. 최신 전노급함을 제외한 모든 함선은 곧 퇴역하여 승무원들을 더 유용한 함선으로 이동시켰다.
해군의 주요 전투 전력은 대양함대와 U보트 함대가 되었다. 소규모 함대들은 독일 해외 보호령에 배치되었으며, 가장 눈에 띄는 것은 칭다오시의 동양함대에 할당되었다.
독일 해군의 U보트는 1915년 5월 7일 여객선이자 보조 순양함인 RMS 루시타니아를 침몰시키는 데도 중요한 역할을 했는데, 이는 2년 후인 1917년 미국이 전쟁에 참전하게 된 주요 사건 중 하나였다.

### 전투

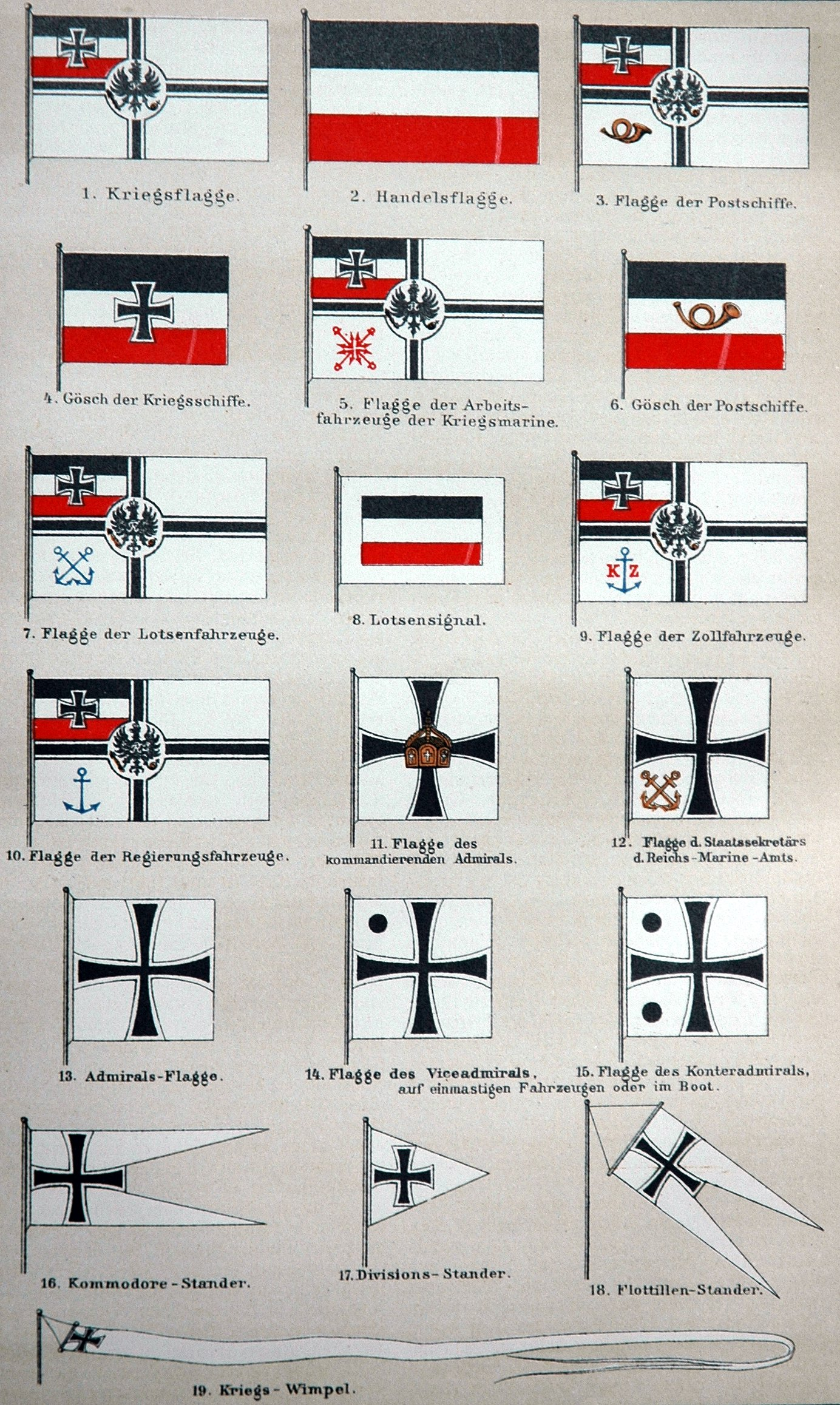
독일 황립해군이 사용한 깃발

해군이 치른 주목할 만한 전투는 다음과 같다.
- 헬골란트 만 해전 (레버레히트 마스 소장) – 1914년
- 코로넬 해전 (막시밀리안 폰 슈페 부제독) – 1914년. 동양함대가 영국 북미 및 서인도 함대를 격파하다.
- 포클랜드 해전 (막시밀리안 폰 슈페 부제독) – 1914년. 동양함대가 영국 순양전함에 의해 격파되다.
- 도거 뱅크 해전 (프란츠 폰 히퍼 부제독) – 1915년. 장갑순양함 SMS 블뤼허가 침몰하고 영국 순양전함 라이온이 행동 불능이 되다.
- 리가 만 해전 (에르하르트 슈미트 부제독)
- 유틀란트 해전 (라인하르트 셰어 부제독; 프란츠 폰 히퍼 부제독) – 1916년. 전쟁 중 가장 큰 해전에서 여러 영국 함선이 침몰하거나 손상되었지만, 대양함대는 독일 봉쇄를 위협할 만큼 영국 그랜드 플리트(Grand Fleet)에 충분한 피해를 입히지 못했다.
- 알비온 작전, 문 사운드 해전 포함 (에르하르트 슈미트 부제독) – 1917년. 발트해에서 러시아군을 상대로.
- 제1차 대서양 전투 – U보트 전쟁

주목할 만한 소규모 전투:
- 고틀란드 해전
- 제1차 도버 해협 해전 – 1916년. 도버 방벽에 대한 어뢰정 공격
- 제2차 도버 해협 해전 – 1917년. 도버 방벽 공격
- 코코스 해전
- 스카버러, 하틀풀, 휘트비 공습 – 1914년. 영국 동부 해안 항구 포격.
- 괴벤과 브레슬라우 추격전
- 야머스 및 로우스토프트 포격 – 1916년. 영국 동부 해안 항구 포격.
- 트린다데 해전

소규모 교전에는 엠덴, SMS 쾨니히스베르크, 항해선이자 통상 파괴선인 SMS 제아들러가 수행한 통상 파괴가 포함되었다.
황립해군은 해군 포를 기반으로 한 장거리 파리 포를 운용하는 등 지상 작전을 수행했다. 칭다오 전투는 칭다오가 해군 기지였기 때문에 해군 병력을 사용했으며, 또한 황립해군이 황실 정부에 직접 소속되었기 때문이다(독일 육군은 여러 주에서 온 연대들로 구성되었다).
유틀란트 해전 이후 황립해군의 주력함은 항구에서 비활동 상태로 억류되었다. 1918년 10월, 프란츠 폰 히퍼 제독 휘하의 킬에 있는 해전지휘부는 승인 없이 영국 왕립 해군과의 최후의 전투를 위해 영국 해협으로 함대를 파견할 계획을 세웠다. 1918년 10월 24일 해군 명령과 출항 준비는 영향을 받은 수병들 사이에서 킬 군항의 반란을, 그리고 며칠 내로 군주제를 무너뜨릴 전반적인 혁명을 촉발시켰다.

## 해병대
독일 제국 해병대는 "해상대대"로 불렸다. 이들은 프로이센 해군, 북독일 연방 해군, 황립 독일 해군 및 현대 독일 해군에서 복무했다.

## 해군 항공대

1918년 프리드리히 크리스티안센

해군 항공대(Marine-Fliegerabteilung)는 체펠린 비행선, 관측 풍선 및 고정익기로 구성되었다. 체펠린 비행선의 주된 용도는 북해와 발트해 상공에서의 정찰이었는데, 비행선의 내구성은 독일 전함들이 여러 연합군 함선을 발견하는 데 기여했다. 체펠린 순찰은 다른 모든 비행선 활동보다 우선시되었다. 전쟁 기간 동안 약 1,200회의 정찰 비행이 이루어졌다. 1915년 동안 독일 해군은 약 15대의 체펠린 비행선을 운용 중이었고, 언제든지 두 대 이상이 지속적으로 순찰할 수 있었다. 이들은 영국 함선이 독일로 접근하는 것을 막고, 영국이 기뢰를 부설하는 시기와 장소를 파악했으며, 나중에는 이 기뢰들을 제거하는 데 도움을 주었다. 체펠린 비행선은 때때로 기뢰 제거함 옆의 해수면에 착륙하여 장교를 태우고 기뢰 부설 지도를 보여주기도 했다. 해군 및 육군 항공대는 또한 영국에 대한 여러 전략 폭격을 지시하여 폭격 기술을 선도하고 영국이 대공 방어를 강화하도록 강제했다. 비행선 공습 가능성은 1915년 1월 9일 황제의 승인을 받았으나, 런던은 목표에서 제외되었고 역사적이거나 정부 건물 또는 박물관에 대한 공격은 금지되었다. 야간 공습은 동부 해안과 템스강 하구 주변의 군사 시설만을 목표로 했으나, 항법의 어려움과 폭탄 투하 고도 때문에 정확한 폭격은 불가능했으며, 대부분의 폭탄은 민간인 목표물이나 개활지에 떨어졌다.
북해 연안 비행장에 주둔했던 독일 해군 항공기는 종종 영국 왕립 해군 항공대의 영국 항공기들과 전투를 벌였다. 해군 조종사들은 독일 육군의 독일 제국 항공대에서도 사용되는 항공기 외에 수상기를 조종했다. 테오 오스터캄프는 초기 해군 조종사 중 한 명이자 정찰 임무를 위해 육상 기반 항공기로 영국에 비행한 최초의 독일 조종사였으며, 32승을 거둔 최고의 에이스였다. 전쟁이 끝날 무렵, 독일 해군 에이스 조종사 명단에는 고타르트 작센베르크 (31승), 알렉산더 젠체스 (18승), 프리드리히 크리스티안센 (13승), 카를 마이어 (8승), 카를 샤론 (8승), 그리고 한스 괴어트 (7승)가 포함되었다. 또 다른 훈장을 받은 비행사는 군터 플뤼쇼프였는데, 그는 칭다오 공방전에서 일본 비행기를 격추했으며 영국 포로수용소에서 탈출한 유일한 독일 전투원이었다.
해군 항공대에 배정된 항공기 목록:
- 카이저리헤 베르프트 단치히 1105 – 훈련기
- 한자-브란덴부르크 W.12 – 전투 수상기
- 한자-브란덴부르크 W.29 – 전투 수상기

해군 항공대 부대에는 다음으로 구성된 마린 야크트그루페 플란데른(Marine Jagdgruppe Flandern)이 포함되었다:
- 해군 야전 비행대 I
- 해군 야전 항공대 II

## 전후
1918년 콩피에뉴 휴전 협정 이후, 해군의 현대 함선 대부분(총 74척)은 1918년 11월 스캐퍼플로에 억류되었고, 1919년 6월 21일 루드비히 폰 로이터 소장의 명령으로 전체 함대(몇몇 예외는 있지만)가 승무원들에 의해 자침되었다.
이후 어니스트 콕스가 스캐퍼플로의 많은 함선들을 인양했다.
황립해군의 잔존 함선들은 바이마르 공화국의 국가해군의 기초가 되었다.

## 계급 및 직책
독일 황립해군의 계급 및 직책 체계는 프로이센의 체계와 다른 북부 국가들의 해군 체계를 결합한 것이었다.

## 전쟁 범죄

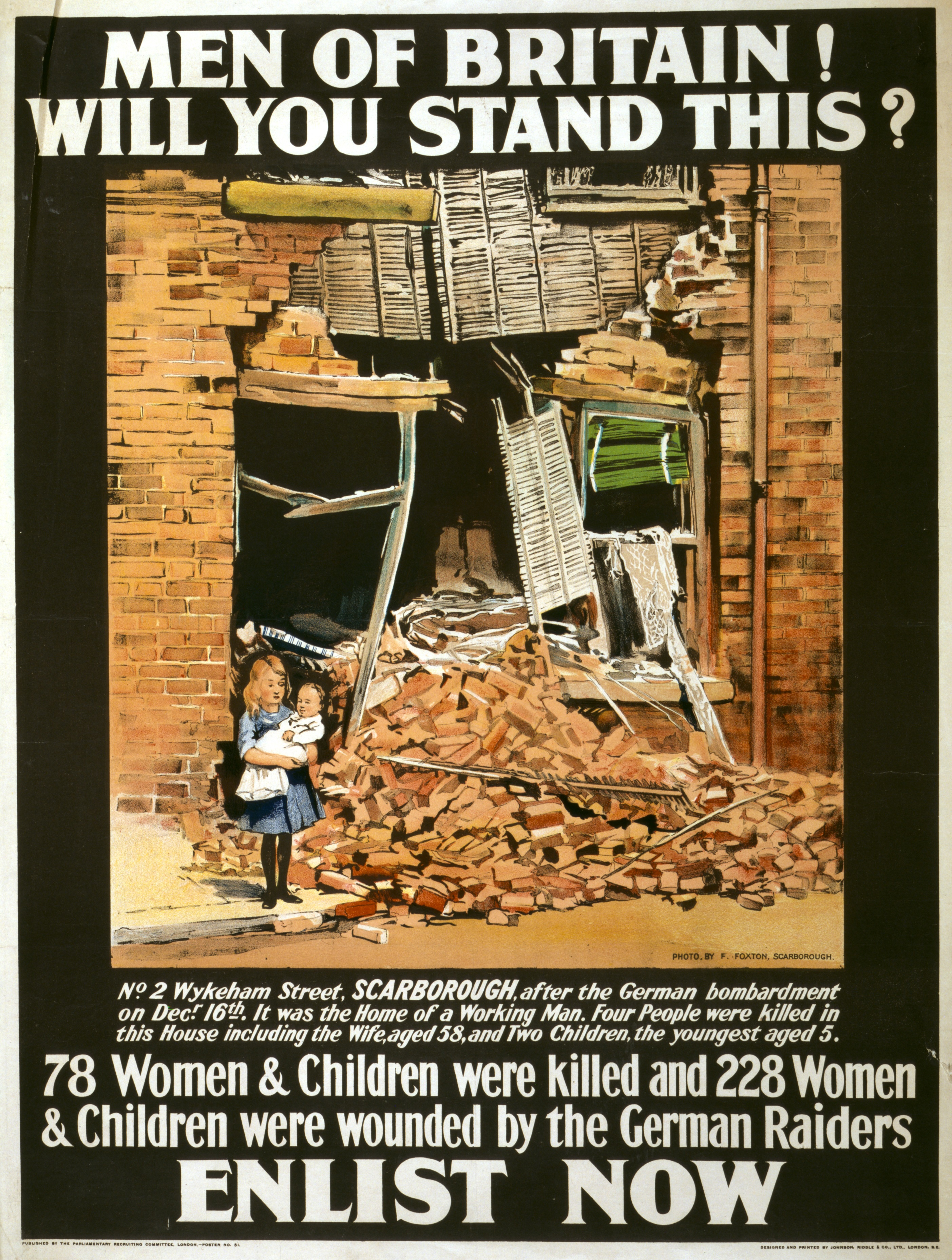
1914년 스카버러 공습을 비난하는 포스터

독일 황립해군은 제1차 세계 대전 중 저지른 여러 전쟁 범죄에 연루되어 있는데, 가장 주목할 만한 것은 다음과 같다.
- 1914년 스카버러, 하틀풀, 휘트비 공습으로, 여러 영국 항구가 포격당해 112명의 민간인이 사망했다.[11]
- U보트 작전. 나포 규칙에 따라 통상 파괴선은 목표물을 경고하고 승무원이 구명정에 오를 시간을 주어야 했으나, 이는 무시되었고 상선은 국적, 화물, 목적지에 관계없이 침몰되었다. 1915년 RMS 루시타니아 침몰 이후 이 관행은 철회되었으나 1917년 2월 재개되었다. 이는 미국 대중을 격분시켜 미국이 연합국 편으로 참전하게 만들었다.[12]
- 여객선 SS 브뤼셀을 지휘하던 민간인 선장 찰스 프라이엇이 잠수함 U-33을 들이받으려 시도하다 처형당한 사건.[13]
- HMHS 란도베리 캐슬, HS 코닝인 레겐테스, HMHS 도버 캐슬 등 병원선 침몰.[14]

## 같이 보기
- 영국-독일 해군력 경쟁
- 독일의 제1차 세계 대전 참전
- 황립제독부
- 독일의 영국 침공 계획
- 전쟁해군
- 독일 황립해군 함선 목록
- 독일 해군 함선 목록
- 해군 요트 클럽
- 제1차 세계 대전의 해상 전역
- 제국함대

### 인용
1. 1 2 3 4 5 6 7 8 9 10 11 12 13 14 15 16 17 18 19 20 21 22 23 24 25 26 27 28 29 30 31 32 33 34 35 36 37 38 39
2. 1 2 3 4
3. 1 2 3 4 5 6 7 8 9

### 추가 자료
- Berghahn, Volker (2020). 〈Naval Armaments and Social Crisis: Germany Before 1914〉. 《War, Economy and the Military Mind》. London: Routledge. ISBN 9781003105855.
- Bird, Keith (2005). 《The Tirpitz Legacy: The Political Ideology of German Sea Power》. 《Journal of Military History》 69 (Society for Military History). 821–825쪽. doi:10.1353/jmh.2005.0144. JSTOR 3397122.
- Bönker, Dirk. “Naval Race between Germany and Great Britain, 1898–1912”. 《1914-1918-online. International Encyclopedia of the First World War》.
- Bönker, Dirk (2012). 《Militarism in a Global Age: Naval Ambitions in Germany and the United States before World War I》. Ithaca: Cornell University Press. ISBN 9780801463884.
- Clark, Christopher M. (2012). 《The Sleepwalkers: How Europe Went to War in 1914》. London: Allen Lane. ISBN 9780061146657.
- Dodson, Aidan (2016). 《The Kaiser's Battlefleet: German Capital Ships 1871–1918》. Barnsley: Seaforth Publishing. ISBN 9781848322295.
- Epkenhans, Michael (2008). 《Tirpitz: Architect of the German High Seas Fleet》. Washington, D.C.: Potomac Books. ISBN 9781574884449.
- Forsvaret, 《Hobson: The Origins of the Tirpitz Plan》 (보크몰), 2025년 4월 14일에 확인함
- Hoerber, Thomas (2011). 《Prevail or perish: Anglo-German naval competition at the beginning of the twentieth century》. 《European Security》 20. 65–79쪽. doi:10.1080/09662839.2010.547190.
- Kelly, Patrick J. (2002). 《Strategy, Tactics, and Turf Wars: Tirpitz and the Oberkommando der Marine, 1892–1895》. 《Journal of Military History》 66 (Society for Military History). 1033–1060쪽. doi:10.2307/3093263. JSTOR 3093263.
- Kelly, Patrick J. (2011). 《Tirpitz and the Imperial German Navy》. Bloomington, Indiana: Indiana University Press. ISBN 978-0-253-35593-5.
- Kennedy, Paul M. (1980). 《The rise of the Anglo-German antagonism, 1860-1914》. London: Allen & Unwin. ISBN 9780049400603.
- Kennedy, Paul (1989). 《The Rise and Fall of the Great Powers》. New York: Random House. ISBN 9780394546742.
- Kennedy, Paul (2017). 《The Rise And Fall of British Naval Mastery》. London: Penguin Books. ISBN 9780141983820.
- Kennedy, Paul (1983). 《Strategy and Diplomacy 1870-1915》. London: Fontana. ISBN 9780006366232.
- Langhorne, Richard (1971). 《The Naval Question in Anglo-German Relations, 1912-1914》. 《Historical Journal》 14. 359–370쪽. doi:10.1017/S0018246X0000964X. JSTOR 2637960.
- Lynn-Jones, Sean M (1986). 《Detente and deterrence: Anglo-German relations, 1911-1914》. 《International Security》 11. 121–150쪽. doi:10.2307/2538960. JSTOR 2538960.
- MacMillan, Margaret (2014). 《The War That Ended Peace: The Road to 1914》. New York: Random House. ISBN 9780812980660.
- Massie, Robert K. (1992). 《Dreadnought》. London: Jonathan Cape. ISBN 0-224-03260-7.
- Maurer, John H. (1992). 《The Anglo-German naval rivalry and informal arms control, 1912-1914》. 《Journal of Conflict Resolution》 36 (Sage Publications). 284–308쪽. doi:10.1177/0022002792036002004. JSTOR 174477.
- Olivier, David H. (2004). 《German Naval Strategy, 1856–1888: Forerunners to Tirpitz》. London: Routledge. ISBN 9780415647984.
- Padfield, Peter (2005). 《The Great Naval Race: Anglo-German Naval Rivalry 1900-1914》. Edinburgh: Birlinn. ISBN 9781843410133.
- Parkinson, Roger (2014). 《Dreadnought: The Ship that Changed the World》. London: IB Tauris. ISBN 9780755621569.
- Rahn, Werner (2017). 《German Navies from 1848 to 2016: Their Development and Courses from Confrontation to Cooperation》. 《Naval War College Review》 70 (U.S. Naval War College Press). 12–47쪽. ISSN 0028-1484. JSTOR 26398064. 2025년 4월 14일에 확인함.
- Rüger, Jan (2007). 《The Great Naval Game: Britain and Germany in the Age of Empire》. Cambridge University Press. ISBN 978-0521875769.
- Rüger, Jan (2011). 《Revisiting the Anglo-German Antagonism》. 《Journal of Modern History》 83 (The University of Chicago Press). 579–617쪽. doi:10.1086/660841. ISSN 0022-2801. JSTOR 10.1086/660841. 2025년 4월 14일에 확인함.
- Seligmann, Matthew (2010). 《Intelligence Information and the 1909 Naval Scare: The Secret Foundations of a Public Panic》. 《War in History》 17. 37–59쪽. doi:10.1177/0968344509348302. S2CID 146378590.
- Seligmann, Matthew S.; Nägler, Frank (2016). 《The Naval Route to the Abyss: The Anglo-German Naval Race 1895-1914》. Farnham: Ashgate Publishing. ISBN 9781315555317.
- Seligmann, Matthew S.;  외. (Arms Races in International Politics: from the Nineteenth to the Twenty-First Century) (2016). 《The Anglo-German Naval Race, 1898–1914.》. Oxford: Oxford University Press. 21–40쪽. ISBN 9780198735267.
- Sondhaus, Lawrence (1995). 《'The Spirit of the Army' at Sea: The Prussian-German Naval Officer Corps, 1847-1897》. 《The International History Review》 17 (Taylor & Francis, Ltd.). 459–484쪽. doi:10.1080/07075332.1995.9640717. ISSN 0707-5332. JSTOR 40107033. 2025년 4월 14일에 확인함.
- Steinberg, Jonathan (1965). 《Yesterday's Deterrent. Tilpitz and the Birth of the German Battle Fleet》. London: Macdonald. OCLC 1183853369.
- Vagts, Alfred (1939). 《Land and Sea Power in the Second German Reich》. 《The Journal of the American Military Institute》 3. 210–221쪽. doi:10.2307/3038611. ISSN 1520-8613. JSTOR 3038611. 2025년 4월 14일에 확인함.
- Woodward, E. L. (1935). 《Great Britain and the German Navy》. Oxford: The Clarendon Press. 535쪽. OCLC 1302530. 2025년 4월 14일에 확인함.

#### 주요 출처
- Scheer, Reinhard (2016). 《Deutschlands Hochseeflotte im Weltkrieg persönliche Erinnerungen》 (독일어). Berlin: Freie Universität Berlin. OCLC 1155606607.

#### 독일어 자료
- Cord, Eberspächer (2004). 《Die deutsche Yangtse-Patrouille. Deutsche Kanonenbootpolitik in China im Zeitalter des Imperialismus 1900–1914》 [The German Yangtse Patrol. German gunboat diplomacy in China in the age of imperialism] (독일어). Bochum: Dieter Winkler. ISBN 978-3899110067.
- Wiechmann, Gerhard (2002). 《Die preußisch-deutsche Marine in Lateinamerika 1866–1914. Eine Studie deutscher Kanonenbootpolitik The Prussian-German Navy in Latin America 1866–1914. A study of German gunboat diplomacy 1866–1914》 (독일어). Bremen: Hauschild. ISBN 3-89757-142-0.
- Schneider, Dennis (2009). 《Die Flottenpolitik im Deutschen Kaiserreich, 1890er Jahre bis zum Ausbruch des Ersten Weltkrieges》 (독일어). Munich: GRIN Verlag. ISBN 9783640321926.